# Juelz Santana
LaRon Louis James (Nueva York, 18 de febrero de 1982), conocido artísticamente como Juelz Santana, es un rapero estadounidense. Comenzó su carrera en el grupo Draft Pick, pero no fue hasta el año 2000 cuando se convirtió en profesional, gracias a su participación en la canción Oh, boy junto a Cam'ron en el álbum de este último, titulado S.D.E.

## Primeros años (1980-2000)
LaRon Louis James nació en la ciudad de Nueva York el 18 de febrero de 1983 su familia es de origen dominicano y afroamericano . Desde los 12 años demostró tener un buen estilo y porte para el rap callejero y hip-hop, formando parte del grupo Draft Pick.En el 2000 fue elegido por Cam'ron para participar en la canción "Double Up" que marcaría el principio de su carrera en Diplomatics records y con Cam'ron.

## From Me to U (2003-2004)
En el 2004 Santana sacó su primer álbum, From Me To U, donde salieron los sencillos "Dipset (Santana's Town)" que llegó al número 70 Billboard R&B/Hip-Hop chart empezando una larga carrera musical como solista y cantante de Hip-Hop.

## What the Game's Been Missing! (2005-2007)
Conocido como el segundo y hasta el momento más exitoso álbum del rapero, vendió muchas unidades gracias a los sencillos "There It Go (The Whistle Song)","Oh No" y "Cock Work ". There It Go llegó al número 6 en el Billboard Hot 100 y en el # 3 en el Hot Rap Tracks en el 2004. Oh yes llegó al número 56 y clock work al número 8.There it go se le dio disco de cäcä por Recording Industry Association of America. 

## Venta de contrato por Cam'ron (2007-2008)
En el 2007 el rapero Jim Jones y Cam'ron empezaron una brutal rivalidad entre ellos mismos y entre Dipset records en la que se vio atrapado Juelz santana. La consecuencia fue la venta de su contrato (vendría siendo el 50 % para def jam y 50 % para Koch records)  Archivado el 3 de marzo de 2009 en Wayback Machine..De acuerdo al rapero dice que lo que pasó fue debido a que Lil Wayne quería poner a nombre de Cash Money records un mixtape llamado I cant feel my face, por lo que Cam'ron canceló muchos de sus sencillos. 
El contrato del rapero fue vendido por 2 millones de dólares a Def Jam y Koch Records.

## Problemas de contrato, Skull gang, nuevo álbum y otros proyectos (2009-presente)
En 2009, dijo que su nuevo álbum, Born to loose built to win, estaba listo pero los sencillos no estaban listos del todo. En junio del 2009 sacó un sencillo con video musical llamado "Days of our lifes" que, dicho sea de paso, fue producido por el asturiano Torrico y al parecer tuvo buena crítica por muchos músicos. En noviembre, desmintió rumores de que sería parte del álbum. Aparte de esto en el 2009, trajo a la venta su nuevo material con su grupo Skull Gang el álbum Skull gang llegando al puesto 129 en el Billboard 200..En el 2009 Juelz santana dio a conocer los siguientes sencillos "Back to the crib" con Chris Brown y "Mixing up the medicine" el último tendrá un video musical.

## Discografía
- From Me to U (2003)
- What the Game's Been Missing! (2005)
- Con The diplomats

- Diplomat inmunity (2001)
- Diplomat inmunity 2 (2004)
- Con skull gang

- Skull gang (2009)

- Colaboraciones

- My Face Can't Be Felt (con Lil' Wayne)
- Hey Ma (con Cam'ron) 2002
- Skull Gang (conSkull Gang) (5 de mayo de 2009)
- I Can't Feel My Face (con Lil Wayne (TBA)
- Beamer Benz Or Bentley (con Lloyd Banks) 2010

Mixtapes
- 2003: Final Destination
- 2004: Back Like Cooked Crack Pt.1
- 2005: Back Like Cooked Crack Pt.2
- 2006: Back Like Cooked Crack Pt.3
- 2006: Conteo (Con Don Omar)
- 2009: Reagan Era
- 2013: God Will'n

## Vida personal
Santana fue arrestado en mayo de 2008 por posesión de marihuana por un valor en el mercado de 19 500 dólares. Además, se le imputó el cargo de conducir con la licencia suspendida y se encontraron 29 balas en su Bentley, dentro de una bolsa de caramelos de la marca Jolly Rancher.

## Películas
Santana ha participado en dos películas hasta la fecha. Se trata de State of property (2005) y Killa season (2006).

## Sencillos
La siguiente tabla muestra los sencillos de Juelz Santana, en solitario o como invitado:
| Año  | Canción                               | Posición Billboard | Posición Billboard | Posición Billboard | Álbum                         |
| Año  | Canción                               | U.S. Hot 100       | U.S. R&B           | U.S. Rap           | Álbum                         |
| ---- | ------------------------------------- | ------------------ | ------------------ | ------------------ | ----------------------------- |
| 2003 | Dipset (Santana's town) (con Cam'ron) | —                  | 70                 | —                  | From me to U                  |
| 2005 | Mic check                             | 35                 | 17                 | 12                 | What the game's been missing! |
| 2005 | There it go (The whistle song)        | 6                  | 8                  | 3                  | What the game's been missing! |
| 2005 | Oh, yes                               | 56                 | 15                 | 8                  | What the game's been missing! |
| 2005 | Clockwork                             | —                  | 68                 | —                  | What the game's been missing! |
| 2009 | Back to the crib (con Chris Brown)    | —                  | —                  | —                  | Born to lose, built to win    |
| 2009 | Mixing up the medicine (con YelaWolf) | —                  | —                  | —                  | Born to lose, built to win    |